# Gordon (artiest)
Gordon, artiestennaam en roepnaam van Cornelis Willem Heuckeroth (Amsterdam, 6 juli 1968), is een Nederlands zanger, presentator, columnist, schrijver en ondernemer. Van 2005 tot en met 2011 maakte hij deel uit van De Toppers, en van 2010 tot en met 2013 van de Nederlandse zangformatie Los Angeles, The Voices. In 2009 deed hij met de Toppers mee aan het Eurovisiesongfestival met het door hem geschreven nummer Shine. Op televisie is hij actief als presentator, hoofdpersoon in realitytelevisieprogramma's en jurylid bij talentenjachten. Tv-programma's waarin hij optrad zijn onder meer Gillend naar huis, Holland's Got Talent, Just the Two of Us, Hotter Than My Daughter, X Factor en Idols. Hij baat daarnaast koffie- en theesalons onder de naam Blushing uit. Sinds 2013 zet Gordon zich samen met Gerard Joling als Geer & Goor in als ambassadeur van het Nationaal Ouderenfonds. Hiervoor hebben ze samen meerdere programma's gemaakt, waaronder Geer & Goor: Effe geen cent te makken en Geer & Goor: waarheen, waarvoor?
Gordon woont sinds 2022 in Dubai, maar komt steeds naar Nederland voor opnamen van televisieprogramma's.

## Biografie
Heuckeroth was de jongste van acht kinderen (vijf meisjes, drie jongens) van Joop Heuckeroth (1932-1997) en Marie Bunschoten (1931-2010). Hij bracht zijn jeugd door in de Weegbreestraat in Floradorp, een wijk in Amsterdam-Noord. Vóór zijn muzikale doorbraak verkocht hij damesondergoed op de markt.
Hij behaalt in 1986 bij "Start '86" van de NCRV de vierde plaats, en in november 1989 doet hij mee aan de finale van Veronica's Sterrenjacht. Met het liedje Gini wordt hij derde op het Nationaal Songfestival het daaropvolgende jaar. Van de jury uit Flevoland krijgt de zanger hierbij de maximale score van 10 punten, maar in de grote finale wordt hij uiteindelijk negende.

### Muzikale carrière

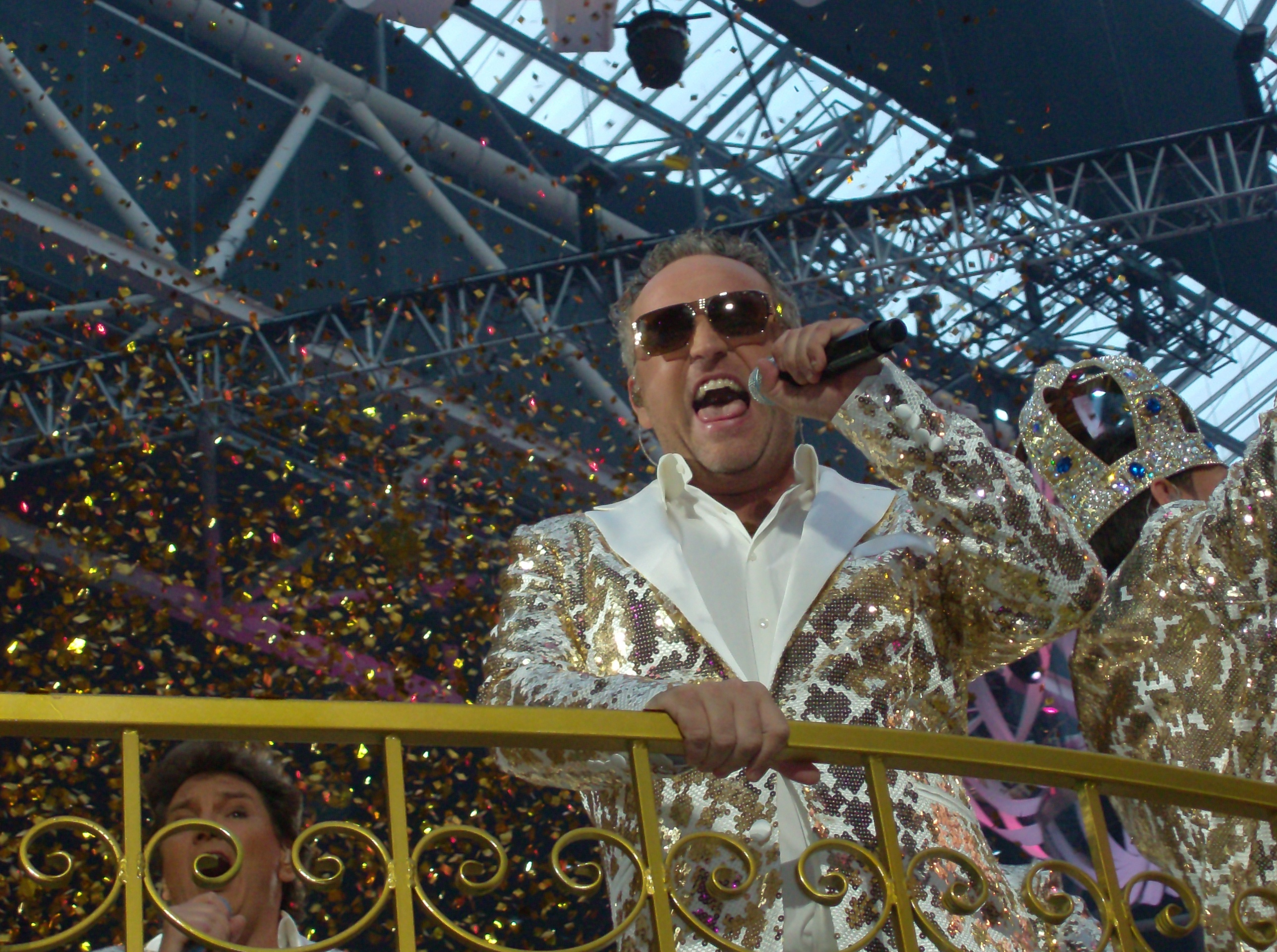
Gordon als een van de Toppers.

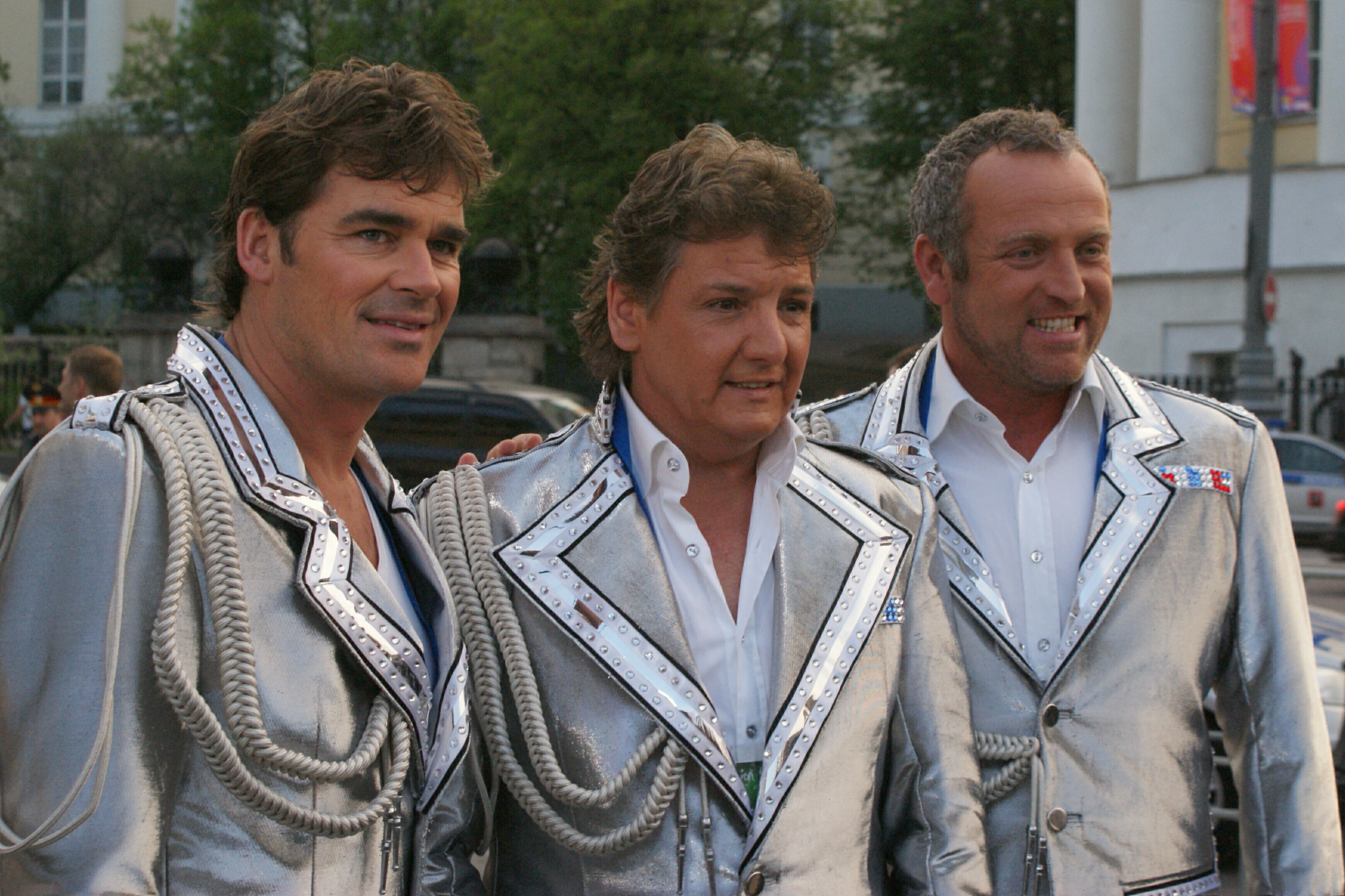
De Toppers op het Songfestival.

In 1991 volgt de doorbraak met zijn derde single, getiteld Kon ik maar even bij je zijn, te vinden op zijn gelijknamige eerste album. Aanvankelijk zingt Gordon vooral Nederlandstalige levensliedjes, zoals de hits Blijf je vannacht bij mij, Jong voor altijd en Ik hou van jou. In 1992 echter komt een Engelse versie van het album uit. Hij ontvangt voor zijn werk de Zilveren Harp.
In 1993 komt zijn tweede Nederlandstalige album Alles wat ik ben uit. Hieruit volgen nummers als 't Is zo weer voorbij, Blijf nou nog even en Ik bel je zomaar even op.
Tijdens de jaarwisseling in 1994 zendt Veronica een optreden van Gordon uit dat met het Metropole Orkest in de Rai in Amsterdam is opgenomen. Het concert is het eerste nationale breedbeeldproject en is tevens op cd-i te verkrijgen. Voor het project Now is the time wijkt Gordon uit naar Los Angeles, waar hij werkt met een gospelkoor. Het nummer Miracle wordt de titelsong van 'Traumhochzeit', de televisiehit van Linda de Mol in Duitsland. Dit resulteert in tv-optredens in diverse landen met als hoogtepunt een promotietour door Zuid-Afrika. Zijn eerste verzamelalbum, De tijd van mijn leven, volgt in 1995.
Na het Engelstalige avontuur schakelt Gordon weer terug naar het Nederlands met het album Omdat ik zo van je hou. De gelijknamige single, een cover van het Franstalige Pour que tu m'aimes encore van Céline Dion, wordt een hit. In 1997 verschijnt het volgende album Nu het zover is.
In 1999 verschuift Gordon meer in de richting van de Nederlandstalige r&b: zo brengt hij de eerste single uit die is ontstaan uit de samenwerking tussen hem en de groep Re-Play. Het duet Never nooit meer werd ingezonden voor het Nationaal Songfestival 1999, maar niet geselecteerd door de NOS. De single verschijnt wel op Gordons nieuwe album Met hart en ziel. Twee jaar later zou het succesvolle album Gordon en Re-Play verschijnen. Tussendoor verschijnen er nog twee verzamelalbums.
In 2003 neemt hij nog een duetalbum op, getiteld Gordon &, waarop hij samen zingt met Roméo, Lloyd, Edsilia Rombley, Sat-R-Day, Marlayne, Sarina en wederom Re-Play. Ook de drie solonummers Ga dan, Caminando en I'll be your voice staan erop. Met het laatst genoemde nummer doet hij datzelfde jaar wederom mee aan het Nationaal Songfestival, waarbij hij als tweede eindigt.
In 2005 vormt Gordon samen met René Froger en Gerard Joling de formatie de Toppers, waarmee jaarlijks wordt opgetreden in de Amsterdam ArenA. In 2009 vertegenwoordigen de Toppers Nederland tijdens het Eurovisiesongfestival in Moskou, waar ze niet tot de finale doordringen. Zij zingen daar het nummer Shine, dat door Gordon zelf geschreven werd. Op 9 september 2009 maakt Gordon bekend uit de Toppers te stappen. Volgens zijn management kon hij er zijn creativiteit niet meer kwijt en had zijn vertrek niets te maken met alle negatieve publiciteit rondom de Toppers. Op 3 december 2009 blijkt dan weer dat Gordon terugkeert bij de groep. Op 18 mei 2011 stopt hij dan toch definitief met de Toppers om zich naar eigen zeggen volledig te kunnen richten op zijn nieuwe zanggroep Los Angeles: The Voices.
In 2006 komt zijn verzamelalbum Zoveel uit, met vijf nieuwe nummers, waaronder een duet met Lange Frans, dat de naam Als je maar gelukkig bent draagt. In 2008 verschijnt een soloalbum, het Engelstalige A song for you, waarop verscheidene covers van bekende liedjes staan, zoals Sugar baby love van The Rubettes. Op 4 september 2009 brengt hij zijn nieuwe single uit, getiteld Niemand lacht zoals jij / No one loves me like you, waarmee hij in februari 2009 samen met de Toppers meedeed aan het Nationaal Songfestival (Engelse versie).
Op 20 augustus 2010 wordt bekend dat Gordon samen met Remko Harms, Richy Brown, Roy van den Akker en Peter William Strykes de nieuwe groep Los Angeles: The Voices zal vormen, een zangformatie met klassiek- en musicalgeschoolde mannen die een repertoire brengen dat lijkt op het Britse Il Divo. Op 13 maart 2013 wordt wereldkundig gemaakt dat hij per 31 maart van datzelfde jaar uit de groep stapt. Gordon was te druk met zijn eigen carrière en dit stond in de weg voor de carrière van Los Angeles: The Voices. In september 2013 brengt hij tegelijk drie singles uit, te weten Kom maar dichterbij, het Engelstalige So this is me (van zijn show Hotter Than My Daughter) en het zelfgeschreven Liefde overwint alles. In 2014 vieren de Toppers hun tienjarig jubileum. Voor deze concerten wordt Gordon uitgenodigd als gastartiest.
Op 29 november 2015 maakt Gordon bekend definitief te zullen stoppen met zijn zangcarrière. Hij kondigt daarbij twee afscheidsconcerten aan in het Koninklijk Concertgebouw in Amsterdam. In 2020 maakt hij een comeback in de muziekwereld met de single Als Alles Wat Je Zegt Echt Waar Zou Zijn, een duet met Tino Martin. In februari 2024 verscheen een nieuw album en zou Gordon op een korte theatertour gaan met het nieuwe album. Na negatieve reacties, zoals dat hij bij de promotie van het album vals zou hebben gezongen, en tegenvallende kaartverkoop van de theatershow, besloot Gordon te stoppen met de promotie van zijn nieuwe album en ook ging de theatertour niet door.

### Televisie
Gordon presenteerde programma's als Gordon's Lifestyle en de Gordons Late Nicht Show.
Vanaf augustus 2005 was Gordon met vijf programma's te zien bij Talpa, een zender van John de Mol. Samen met Gerard Joling was hij te zien in de serie Joling & Gordon over de vloer, waarin het duo drie dagen op bezoek ging bij onder andere een varkensboerderij, een supermarkt en een vakantiepark. Het programma duurde drie seizoenen. Verder deed hij de show Gordon in de mode en presenteerde hij samen met Angela Groothuizen, Winston Gerschtanowitz, Froukje de Both en Victoria Koblenko het programma Thuis, dat na twee maanden stopte wegens tegenvallende kijkcijfers. Ook was hij nog te zien in 5 tegen 5. Het laatste programma dat hij voor die zender presenteerde, samen met Linda de Mol, was Just the Two of Us.
In het najaar van 2007 begon Gordon bij RTL 4 met het programma Gillend naar huis. Tevens zat hij samen met John Ewbank, Jerney Kaagman en Eric van Tijn in de jury van het vierde seizoen van Idols. Bovendien presenteerde hij daar op 31 december 2007 het programma Singing Bee. Daarbuiten was hij enige tijd te zien als vaste vervanger van Albert Verlinde in RTL Boulevard, maar in het najaar van 2009 stopte Gordon hiermee. Volgens Verlinde was dit omdat Gordon diens enige vervanger wilde zijn.
Sinds 2008 zat Gordon in de jury van X-factor. In 2009 presenteerde hij de programma's Waar is Elvis?! en Glitter Glamour Gordon en deed hij mee aan De beste zangers van Nederland. Vanaf 9 juli 2010 tot einde 2018 was Gordon te zien in de jury van Holland's Got Talent, samen met Patricia Paay (2008–2012), Dan Karaty (2010–2018), Chantal Janzen (2013–2018) en Angela Groothuizen (2016–2018) op RTL 4. Zij hadden hiermee het tv-programma van 2010 te pakken en scoorden gemiddeld 1,7 miljoen kijkers. In november 2013 ontstond ophef toen Gordon een Chinezengrap jegens een Engelse kandidaat van Chinese afkomst maakte.
Eind 2010 was hij te zien in het EO-programma Op zoek naar God. Vanaf 8 januari 2011 presenteerde hij het programma Minute to Win It op RTL 4, dat twee seizoenen liep. Vanaf 20 augustus 2011 was hij te zien in de komedie Zie Ze Vliegen op RTL 4, samen met mensen als Carlo Boszhard, Irene Moors en Chantal Janzen. De serie telde zeven afleveringen. Van 2011 tot en met 2017 presenteerde Gordon zeven seizoenen van het RTL 4-programma Hotter Than My Daughter, waarmee hij meerdere malen het beste programma van de avond wist te worden. Voor het programma maakte hij het nummer So this is me, wat als titelsong diende. Na meerdere malen aangegeven te hebben met het programma te gaan stoppen gaf hij uiteindelijk pas na seizoen 7 de presentatie ervan over aan Patty Brard.
Op 18 augustus 2012 ging het programma Beat the Best van start op RTL 4, dat hij presenteerde samen met Chantal Janzen. De eerste aflevering ervan was overigens geen succes. Na vier afleveringen werd het afgevoerd. In de zomer van 2012 zou Gordon naar verluidt een nieuw programma bij RTL 4 presenteren genaamd Gordons Gastfornuis. Volgens hem betrof het een combinatie van Villa Felderhof en In de hoofdrol. Op 4 juni 2012 werd echter bekendgemaakt dat het programma werd uitgesteld tot het najaar, meer bepaald november van datzelfde jaar. Uiteindelijk heeft het nog eens ruim twee jaar lang op zich laten wachten en werd er één aflevering van uitgezonden, op 4 september 2014.
Eind 2013 was Gordon samen te zien met Joling in het programma Geer & Goor: Effe geen cent te makken. Ook presenteerde hij het datingprogramma Help onze dochter aan de man. In 2014 werd Gordon teamleider in het programma Alles mag op vrijdag, waarin hij tegen Gerard Joling strijdt in allerlei spellen. Begin 2016 verhuisde van vrijdag naar zaterdag en ging het Alles mag op zaterdag heten. Begin 2017 ging het dan weer naar de zondag en sindsdien heet het dan ook Alles mag op zondag. Datzelfde jaar presenteerde hij wederom in samenwerking met Joling een programma, ditmaal onder de naam Geer & Goor: waarheen, waarvoor?. Vanaf november dat jaar was Gordon te zien in zijn eigen talkshow Goor draait door, waar hij twee seizoenen van maakte. In 2015 presenteerde Gordon voor RTL 5 het programma Krijg de kleren. Daarnaast presenteert hij sinds 2015 het mede door hemzelf bedachte Nooit meer naar huis.
Op 12 maart 2016 ging het programma It Takes 2 van start, dat hij weer ging presenteren in het gezelschap van Chantal Janzen, en in 2017 presenteerde hij dit samen met Jamai Loman. Datzelfde jaar was Gordon nogmaals samen met Gerard Joling te zien in het programma Geer & Goor: Zoeken een hobby! en in Gieren met Goor, de nieuwe titel van het vroegere RTL 4-programma Laat ze maar lachen. Geer & Goor: Zoeken een hobby! werd in oktober 2016 genomineerd voor de Gouden Televizier-Ring, maar won de prijs niet. Gordon was in december 2016 de hoofdpersoon in de eerste Nederlandse versie van Comedy Central Roast: het programma werd ten toon gebracht als The Roast of Gordon. Vanaf september 2017 zette hij zich opnieuw samen met Gerard Joling in voor het Nationaal Ouderenfonds, met het programma Geer & Goor: Stevig gebouwd.
In de herfst van 2017 was Gordon de hoofdpersoon in het RTL 4-televisieprogramma Gordon gaat trouwen... Maar met wie? In acht afleveringen werden aan hem een aantal voorgeselecteerde kandidaten voorgesteld die aangegeven hadden met hem in het huwelijk te willen treden. Gordon koos echter niemand uit en bleef vrijgezel. de Volkskrant-recensente Gidi Heesakkers noemde dit onvermijdelijk en de serie een "grap". Een deel van de kijkers voelde zich echter bekocht. De laatste aflevering werd bekeken door 2,1 miljoen mensen.
Van januari tot februari 2018 presenteerde Gordon het RTL 4-programma Op goed geluk. Tevens was hij in 2018 als coach te zien in de RTL 4-show The Voice Senior, hij nam samen met Gerard Joling plaats in een duostoel. Zij hadden uiteindelijk de eerste winnaar van het programma in hun team zitten.
In het najaar van 2018 verliet Gordon RTL 4 na 16 jaar om bij SBS6 te kunnen gaan werken. De reden hiervoor was de scheiding van het Geer & Goor duo, Gerard Joling tekende een contract in 2019 bij RTL inplaats van SBS. Hierdoor moest Gordon vervangen worden in Holland's Got Talent. In 2019 was Gordon jurylid in het programma DanceSing van zijn nieuwe werkgever. Tevens presenteert hij daar ook de programma's Dat verzin je niet!, Mars tegen Venus en was hij als teamleider te zien in Gordon tegen Dino show.
In februari 2020 werd bekendgemaakt dat Gordon en Patty Brard vanaf 6 april op SBS6 te zien als presentatoren van het dagelijkse praatprogramma Gordon & Patty . Van maandag tot en met donderdag presenteert Gordon of Brard het programma over maatschappelijke onderwerpen en op vrijdag presenteren de twee het programma samen. In maart 2020 werd bekendgemaakt dat het programma Gordon en Patty wordt uitgesteld in verband met de Coronapandemie.
In augustus 2021 werd bekend dat er een Nederlandse versie van Down the road, waarvan Gordon de presentatie op zich neemt, gaat verschijnen op SBS6.
Eind 2023 liep zijn contract bij Talpa af, dat hij niet verlengde.
In september 2024 werd de realityserie Dit Ben Ik: Gordon uitgezonden op SBS6.

### Radio
Na wat invalbeurten bij Radio 538 kreeg hij op deze zender een eigen programma. Op 3 februari 2003 ging hij aan de slag bij Noordzee FM, waar hij tot en met 1 juli 2005 doordeweeks van 6 tot 10 uur de ochtendshow Goedemorgen Gordon presenteerde. Van 3 november 2007 tot september 2008 was Gordon opnieuw op de Nederlandse radio te horen met zijn zaterdagmiddagprogramma op Radio 538, genaamd Gordon on air!, met sidekicks Kimberly van de Berkt en Danny Gordijn. In juli 2008 richtte hij een internetradiozender op met de naam Oz Radio, gericht op homoseksuelen. Deze zender zond vanaf 1 augustus 2008 officieel uit. Op 31 december 2009 stopte Gordon de zenderactiviteiten echter, omdat deze onrendabel bleken.

### Schrijver
Op 9 april 2010 kwam van Gordon het boek De Liefde, gids voor het gebroken hart uit, waarin hij vertelt over de liefde. Daarnaast staan er tips en adviezen in voor mensen die in liefdesnood zitten. De teksten worden afgewisseld met songteksten en gedichten. Daarnaast heeft hij jarenlang een column geschreven in de krant De Telegraaf en het weekblad Privé. In december 2011 verscheen Gordon, een glossy met een roze randje van Gyrath Media Groep, dat ook Miljonair Magazine en Jacky uitgeeft. Het blad richt zich specifiek op vrouwen.

### (Stem)acteur
Gordon heeft enkele stemmen ingesproken. Hij was onder andere stem van Doris de lelijke stiefzuster voor de DreamWorks Animation animatiefilms Shrek 2 uit 2004 en Shrek the Third uit 2007. Ook was hij de stem van Gunter voor de Illumination animatiefilms Sing uit 2016 en Sing 2 uit 2021.
In 2024 verscheen de speelfilm Yamas!. Daarin speelt Gordon de rol van André, een van de vaders van een jongen wiens vakantie uit de hand loopt. Datzelfde jaar had hij een cameo in de bioscoopfilm Opa Cor.

### Blushing
In 2014 opende Gordon zijn eerste koffie- en theesalon, Blushing, in Blaricum. Een jaar later opende hij ook Blushing's in Amsterdam (Paulus Potterstraat) en twee jaar daarna, in 2017, in Rotterdam (Coolsingel). Sinds september 2018 is de koffie ook te koop voor particulieren in diverse supermarkten. In september 2022 sloot het Blaricumse filiaal. In de nabijheid daarvan werd in 2024 een nieuwe vestiging geopend.

### Geautoriseerde biografie
Op 28 februari 2018 kwam een door Marcel Langedijk geschreven geautoriseerde biografie uit: Gordon. Biografie van een entertainer. Het boek zorgde voor veel ophef en wist meerdere malen de landelijke media te halen door de verhalen die erin stonden, onder andere over zijn drugsgebruik. De broer van Gordon, Johny, zette zelfs een kort geding in tegen het boek. Twee weken later besloot zijn broer het kort geding echter niet door te zetten omdat Gordon een aantal passages in de nieuwe druk van het boek voor hem had aangepast.

## Discografie

### Albums
| Album met eventuele hitnotering(en) in de Nederlandse Album Top 100 | Datum van verschijnen | Datum van binnenkomst | Hoogste positie | Aantal weken | Opmerkingen              |
| ------------------------------------------------------------------- | --------------------- | --------------------- | --------------- | ------------ | ------------------------ |
| Kon ik maar even bij je zijn                                        | 1992                  | 02-05-1992            | 10              | 13           |                          |
| Alles wat ik ben                                                    | 1993                  | 02-10-1993            | 29              | 20           |                          |
| Now is the time                                                     | 1994                  | 15-10-1994            | 15              | 26           |                          |
| Omdat ik zo van je hou                                              | 1996                  | 13-04-1996            | 15              | 11           |                          |
| De tijd van mijn leven                                              | 1996                  | 23-11-1996            | 47              | 8            | Verzamelalbum            |
| Nu het zover is                                                     | 1997                  | 22-11-1997            | 33              | 5            |                          |
| Met hart en ziel                                                    | 1998                  | 24-07-1999            | 37              | 11           |                          |
| Gordon & Re-Play                                                    | 2002                  | 30-11-2002            | 4               | 26           | met Re-Play              |
| Gordon &                                                            | 2003                  | 22-11-2003            | 39              | 16           | met "friends"            |
| Zoveel - Het beste van Gordon                                       | 2006                  | 11-11-2006            | 19              | 15           | Verzamelalbum            |
| A song for you                                                      | 2008                  | 15-11-2008            | 32              | 3            |                          |
| Liefde overwint alles                                               | 2013                  | 16-11-2013            | 5               | 10           |                          |
| Compleet, volmaakt, het einde                                       | 2016                  | 19-11-2016            | 8               | 7            | met het Metropole Orkest |

| Album met hitnotering(en) in de Vlaamse Ultratop 200 albums | Datum van verschijnen | Datum van binnenkomst | Hoogste positie | Aantal weken | Opmerkingen              |
| ----------------------------------------------------------- | --------------------- | --------------------- | --------------- | ------------ | ------------------------ |
| Liefde overwint alles                                       | 2013                  | 16-11-2013            | 197             | 1            |                          |
| Compleet, volmaakt, het einde                               | 2016                  | 19-11-2016            | 104             | 2            | met het Metropole Orkest |

### Overige albums
- This is.. Gordon (1992)
- Gordon: Das album (1994)
- Het beste van Gordon (2000)
- Hollandse Glorie: Gordon (2001)
- Het allermooiste van Gordon (2009)

### Singles
| Single met eventuele hitnotering(en) in de Nederlandse Top 40 | Datum van verschijnen | Datum van binnenkomst | Hoogste positie | Aantal weken | Opmerkingen                                                                                                 |
| ------------------------------------------------------------- | --------------------- | --------------------- | --------------- | ------------ | --- |
| Kon ik maar even bij je zijn                                  | 1991                  | 26-10-1991            | 1(4wk)          | 16           | Nr. 1 in de Single Top 100                                                                                  |
| Blijf je vannacht bij mij                                     | 1992                  | 21-03-1992            | 10              | 7            | Nr. 12 in de Single Top 100                                                                                 |
| Jong voor altijd                                              | 1992                  | 04-07-1992            | 34              | 3            | Nr. 39 in de Single Top 100                                                                                 |
| Ik hou van jou                                                | 1992                  | 05-12-1992            | 26              | 6            | Nr. 34 in de Single Top 100                                                                                 |
| 't Is zo weer voorbij                                         | 1993                  | 25-09-1993            | 18              | 7            | Nr. 15 in de Single Top 100                                                                                 |
| Blijf nou nog even                                            | 1993                  | 04-12-1993            | tip3            | -            | Nr. 22 in de Single Top 100                                                                                 |
| Ik bel je zomaar even op                                      | 1994                  | 09-04-1994            | 30              | 3            | Nr. 28 in de Single Top 100                                                                                 |
| We've got the power (Now is the time)                         | 1994                  | 05-11-1994            | 37              | 3            | Nr. 28 in de Single Top 100                                                                                 |
| Let it be me                                                  | 1995                  | 14-01-1995            | 36              | 2            | Nr. 35 in de Single Top 100                                                                                 |
| Miracle                                                       | 1995                  | 25-03-1995            | 16              | 6            | Alarmschijf / Nr. 19 in de Single Top 100                                                                   |
| Omdat ik zo van je hou                                        | 1995                  | 02-09-1995            | 4               | 19           | Nr. 4 in de Single Top 100 / Goud                                                                           |
| Kijk niet meer om                                             | 1996                  | 13-01-1996            | 19              | 7            | Nr. 20 in de Single Top 100                                                                                 |
| Anders dan met jou                                            | 1996                  | 30-03-1996            | tip9            | -            | |
| Sprakeloos                                                    | 1996                  | 18-05-1996            | tip10           | -            | |
| Niet één zoals jij                                            | 1997                  | 22-03-1997            | tip3            | -            | Nr. 48 in de Single Top 100                                                                                 |
| Jij was daar                                                  | 1998                  | -                     |                 |              | met Berget Lewis / Nr. 72 in de Single Top 100                                                              |
| Never nooit meer                                              | 1999                  | 24-04-1999            | 5               | 14           | met Re-Play / Nr. 5 in de Single Top 100                                                                    |
| Ik kan het niet alleen                                        | 1999                  | 21-08-1999            |                 |              | met Marlayne / Nr. 65 in de Single Top 100                                                                  |
| Ga dan                                                        | 2001                  | 24-03-2001            | tip3            | -            | Nr. 39 in de Single Top 100                                                                                 |
| Caminando                                                     | 2001                  | 04-08-2001            | tip8            | -            | Nr. 68 in de Single Top 100                                                                                 |
| Weet dat ik van je hou                                        | 2002                  | 19-01-2002            | 18              | 9            | met Re-Play / Nr. 9 in de Single Top 100                                                                    |
| Zolang                                                        | 2002                  | 07-12-2002            | 24              | 6            | met Re-Play / Nr. 17 in de Single Top 100                                                                   |
| Ligt 't nou aan mij                                           | 2003                  | 08-02-2003            | tip12           | -            | met Re-Play                                                                                                 |
| 100% verliefd                                                 | 2003                  | 08-11-2003            | 27              | 4            | met Roméo / Nr. 17 in de Single Top 100                                                                     |
| Chagrijn                                                      | 2005                  | 09-04-2005            | 30              | 3            | Nr. 21 in de Single Top 100                                                                                 |
| Over de top!                                                  | 2005                  | 30-04-2005            | 22              | 5            | met de Toppers / Nr. 6 in de Single Top 100                                                                 |
| Toppers party!                                                | 2005                  | 16-07-2005            | tip5            | -            | met de Toppers / Nr. 32 in de Single Top 100                                                                |
| Als je alles hebt gehad                                       | 2005                  | -                     |                 |              | met Gerard Joling / Nr. 1 in de Single Top 100                                                              |
| Wir sind die Holländer                                        | 2006                  | 03-06-2006            | 18              | 5            | met de Toppers / Nr. 7 in de Single Top 100                                                                 |
| Als je maar gelukkig bent                                     | 2006                  | 11-11-2006            | tip10           | -            | met Lange Frans / Nr. 69 in de Single Top 100                                                               |
| Hou me nog een keer vast                                      | 2007                  | 21-04-2007            | 29              | 2            | Nr. 15 in de Single Top 100                                                                                 |
| Can you feel it?                                              | 2007                  | 16-06-2007            | 8               | 5            | met de Toppers / Nr. 10 in de Single Top 100                                                                |
| Sugar baby love                                               | 2008                  | 04-10-2008            |                 |              | Nr. 13 in de Single Top 100                                                                                 |
| All I need is time                                            | 2008                  | 13-12-2008            |                 |              | Nr. 41 in de Single Top 100                                                                                 |
| Shine                                                         | 2009                  | 07-03-2009            | 15              | 8            | met de Toppers / Nr. 2 in de Single Top 100 / Inzending Eurovisiesongfestival 2009                          |
| Niemand lacht zoals jij / No one loves me like you            | 2009                  | 12-09-2009            |                 |              | Nr. 82 in de Single Top 100                                                                                 |
| Blijf veilig bij mij                                          | 2010                  | 25-09-2010            | 34              | 3            | met LA, The Voices / Nr. 16 in de Single Top 100                                                            |
| S.O.S. d'un terrien en détresse                               | 2010                  | 08-01-2010            | tip19           | -            | met LA, The Voices / Nr. 50 in de Single Top 100                                                            |
| Ware liefde                                                   | 2011                  | -                     |                 |              | met LA, The Voices / Nr. 97 in de Single Top 100                                                            |
| Jij geeft mij vleugels                                        | 2011                  | -                     |                 |              | met LA, The Voices / Nr. 77 in de Single Top 100                                                            |
| Mijn laatste lied voor jou                                    | 2011                  | 02-07-2011            | tip19           | -            | met LA, The Voices / Nr. 6 in de Single Top 100                                                             |
| Loop naar het licht                                           | 2011                  | 15-10-2011            | 34              | 3            | met LA, The Voices / Nr. 6 in de Single Top 100                                                             |
| Wereldwijd orkest                                             | 2011                  | 03-12-2011            | 12              | 4            | Als onderdeel van Diverse artiesten / met Het Metropole Orkest & Vince Mendoza / Nr. 1 in de Single Top 100 |
| Higher                                                        | 2011                  | -                     | -               | -            | met de Toppers / Download bij 5 Minuten.tv                                                                  |
| Moves like Toppers                                            | 2012                  | -                     | -               | -            | met de Toppers / Enkel bij iTunes te verkrijgen                                                             |
| Hart van een leeuw                                            | 2012                  | -                     |                 |              | met LA, The Voices / Nr. 91 in de Single Top 100                                                            |
| Kom eens dichterbij                                           | 2013                  | 05-10-2013            | 25              | 6            | Nr. 1 in de Single Top 100 / Goud                                                                           |
| Liefde overwint alles                                         | 2013                  | -                     |                 |              | Nr. 3 in de Single Top 100                                                                                  |
| So this is me                                                 | 2013                  | -                     |                 |              | Nr. 12 in de Single Top 100                                                                                 |
| Ik lach                                                       | 2014                  | -                     |                 |              | Nr. 14 in de Single Top 100                                                                                 |
| Sambabal                                                      | 2014                  | 07-06-2014            | tip16           | -            | Nr. 36 in de Single Top 100                                                                                 |
| Eenzaam en alleen                                             | 2016                  | -                     |                 | -            | met Gerard Joling                                                                                           |
| De Heling                                                     | 2020                  | -                     | -               | -            | |
| Terug Op Vasteland                                            | 2021                  | -                     | -               | -            | |

| Single met hitnotering(en) in de Vlaamse Ultratop 50 | Datum van verschijnen | Datum van binnenkomst | Hoogste positie | Aantal weken | Opmerkingen |
| ---------------------------------------------------- | --------------------- | --------------------- | --------------- | ------------ | ----------- |
| Kon ik maar even bij je zijn                         | 1991                  | 04-01-1992            | 31              | 7            |             |
| 100% verliefd                                        | 2004                  | 28-02-2004            | tip3            | -            | met Roméo   |

### NPO Radio 2 Top 2000
| Nummer met noteringen in de NPO Radio 2 Top 2000 | '99  | '00-'01 | '02  | '03  | '04  | '05  | '06  | '07 | '08  |
| ------------------------------------------------ | ---- | ------- | ---- | ---- | ---- | ---- | ---- | --- | ---- |
| Kon ik maar even bij je zijn                     | 1171 | -       | 1942 | 1484 | 1644 | 1837 | 1523 | -   | 1873 |

1. ↑  Een '-' betekent dat het nummer niet was genoteerd en een vetgedrukt getal geeft de hoogste notering aan.
2. ↑  Deze tabel is bijgewerkt tot en met de laatste editie (2024).

### Dvd's
- In Concert Live (2004)
- Hollands Glorie (2005)
- Sings Classics (2005)
- Toppers in Concert (2005)
- Joling & Gordon over de vloer 1 (2005)
- Joling & Gordon over de vloer 2 (2006)
- Toppers in Concert 2006 (2006)
- Joling & Gordon over de vloer 3 (2007)
- Toppers in Concert 2007 (2007)
- Gillend naar huis 1 (2007)
- Toppers in Concert 2008 (2008)
- Gillend naar huis 2 (2008)
- Toppers in Concert 2009 (2009)
- Toppers in Concert 2010 (2010)
- Toppers in Concert 2011 (2011; laatste dvd Toppers met Gordon)
- Geer & Goor: Effe geen cent te makken (2013)
- Geer & Goor: Waarheen, Waarvoor? (2014)

| Dvd's met hitnoteringen in de Nederlandse Music Top 30 | Datum van verschijnen | Datum van binnenkomst | Hoogste positie | Aantal weken | Opmerkingen |
| ------------------------------------------------------ | --------------------- | --------------------- | --------------- | ------------ | ----------- |
| Sings classics                                         | 2005                  | 16-04-2005            | 24              | 2            |             |

## Televisieprogramma's
Hieronder een overzicht van programma's waarin Gordon te zien is/was als presentator. Als Gordon het programma niet alleen presenteerde of een andere rol had daarin (zoals die van deskundige, jurylid of teamleider), dan staat dat erbij vermeld:
- Gordon's Lifestyle (2001)
- Gordons Late Nicht Show (2003)
- Froger, Joling & Gordon: Over de Toppers (2005), als onderdeel van de Toppers
- Toppers in de sneeuw (2005), als onderdeel van de Toppers
- Joling & Gordon over de vloer (2005-2007), presentatieduo met Gerard Joling
- 5 tegen 5 (2005-2006), in 2006 presentatieduo met Winston Gerschtanowitz
- Gordon in de mode (2006)
- Thuis (2006), een van de presentatoren
- Toppers: De weg naar de ArenA (2006-2007), als onderdeel van de Toppers
- Just the Two of Us (2007), presentatieduo met Linda de Mol
- Gillend naar huis (2007-2008)
- Idols (2007-2008), als jurylid
- Singing Bee (2007-2008)
- RTL Boulevard (2007-2009, 2014-2015), als deskundige/vervangend presentator voor Albert Verlinde
- X Factor (2008-2013), als jurylid
- Waar is Elvis?! (2009), presentatieduo met Jamai Loman
- Glitter Glamour Gordon (2009)
- Toppers op weg naar Moskou (2009), als onderdeel van de Toppers
- Nationaal Songfestival (2009), als onderdeel van de Toppers
- Eurovisiesongfestival (2009), als onderdeel van de Toppers
- De beste zangers van Nederland (2010), gastartiest (gedurende heel het seizoen)
- Holland's Got Talent (2010-2018), als jurylid
- Op zoek naar God (2010), als hoofdgast
- Zie Ze Vliegen (2011), als acteur
- Minute to win it (2011-2012)
- Hotter Than My Daughter (2011-2017)
- Beat the Best (2012), presentatieduo met Chantal Janzen
- Geer & Goor: Effe geen cent te makken (2013), presentatieduo met Gerard Joling
- Help onze dochter aan een man (2013)
- Wie ben ik? (2013)
- Alles mag op vrijdag (2014-2015), als teamleider
- Geer & Goor: waarheen, waarvoor? (2014), presentatieduo met Gerard Joling
- Goor draait door (2014-2015)
- Gordons Gastfornuis (2014)
- Krijg de kleren (2015)
- Nooit meer naar huis (2015)
- It Takes 2 (2016-2019), in 2016 presentatieduo met Chantal Janzen, in 2017-2018 met Jamai Loman en in 2019 met Winston Gerschtanowitz
- Alles mag op zaterdag (2016), als teamleider
- Geer & Goor: Zoeken een hobby! (2016), presentatieduo met Gerard Joling
- Gieren met Goor (2016)
- The Roast of Gordon (2016)
- Alles mag op zondag (2017), als teamleider
- Geer & Goor: Stevig gebouwd (2017), presentatieduo met Gerard Joling
- Het perfecte plaatje (2017), als deelnemer voor een half seizoen
- Gordon gaat trouwen... Maar met wie? (2017), als centrale figuur
- Op goed geluk (2018)
- The Voice Senior (2018), als jurylid in een duostoel met Gerard Joling
- Gordon in Wonderland (2018)
- Screentest (2018)
- DanceSing (2019), als jurylid
- Dat verzin je niet! (2019)
- Mars tegen Venus (2019)
- Gordon tegen Dino show (2019), als teamleider tegen Jandino Asporaat
- De Kist (2019), als gast
- Superkids (2019), als jurylid
- 100 Jaar Jong (2020), waarin hij honderdplussers bezoekt en met hen op pad gaat als hun gezondheid dat nog toelaat
- Patty en Gordon op zoek naar de eeuwige jeugd (2020)
- Hit The Road (2020), als jurylid samen met Edsilia Rombley, Nick & Simon en Roel van Velzen[35]
- 5 tegen 5 (2021-2022)
- The Cube (2021)
- Ik neem je mee (2021)
- K2 zoekt K3 (2021), als jurylid
- Top 4000 Muziekquiz (2021), als deelnemer
- Down the road (2022-2023)
- Boerderij van Dorst (2022), als gast
- De Kookklunzen (2022)
- Code van Coppens: De wraak van de Belgen (2022), als deelnemer
- Wat een Uitvinding! (2023)
- Casa di Beau (2024), als gast
- Verborgen verleden (2024), als gast
- Chateau Meiland VIPS (2024), als gast
- De beste wensen (2024), een van de presentatoren
- Ranking the Stars (2025), als panellid[36]
- Vandaag Inside (2025), als tafelgast